# Championnat du Brésil de football de deuxième division 2008
Navigation
Serie B 2007 Serie B 2009
Le championnat du Brésil de Série B de football 2008 est la deuxième division du championnat du Brésil de football.
Vingt clubs participent au tournoi dont quatre relégués de série A et quatre promus de série C. Le tenant du titre est le Coritiba FC.

## Les 20 clubs

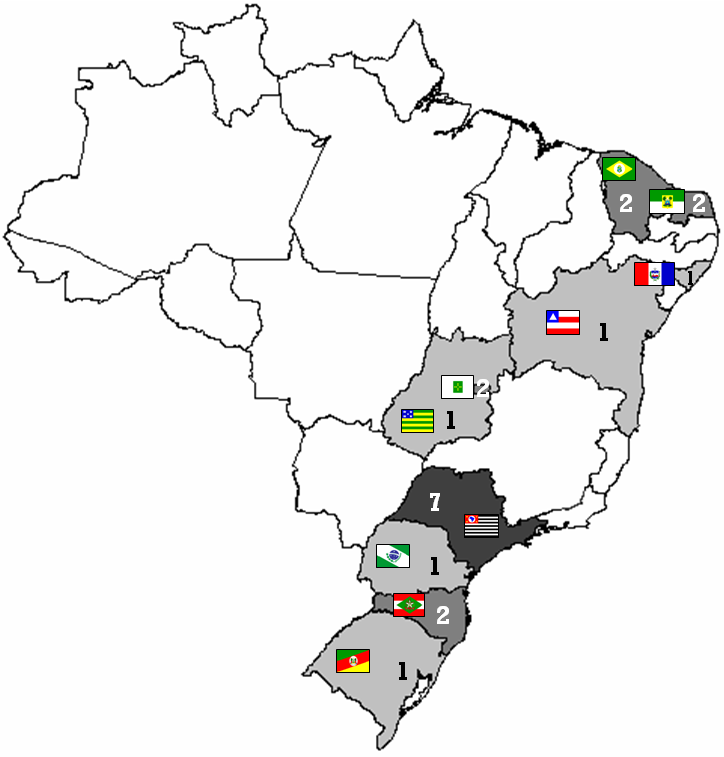
Carte représentant les participants au championnat de série B, répartis par États.

| Équipe           | Ville              | État                | En 2007        | Stade               |
| ---------------- | ------------------ | ------------------- | -------------- | ------------------- |
| ABC FC           | Natal              | Rio Grande do Norte | 4e en série C  | Frasqueirão         |
| América de Natal | Natal              | Rio Grande do Norte | 20e en série A | Machadão            |
| Avaí FC          | Florianópolis      | Santa Catarina      | 15e en série B | Ressacada           |
| EC Bahia         | Salvador           | Bahia               | 2e en série C  | Alberto Oliveira    |
| Barueri          | Barueri            | São Paulo           | 13e en série B | Arena Barueri       |
| CA Bragantino    | Bragança Paulista  | São Paulo           | 1er en série C | Nabi Abi Chedid     |
| Brasiliense FC   | Taguatinga         | District fédéral    | 9e en série B  | Boca do Jacaré      |
| Ceará SC         | Fortaleza          | Ceará               | 16e en série B | Castelão            |
| CRB              | Maceió             | Alagoas             | 8e en série B  | Rei Pelé            |
| SC Corinthians   | São Paulo          | São Paulo           | 17e en série A | Pacaembu            |
| Criciúma EC      | Criciúma           | Santa Catarina      | 7e en série B  | Heriberto-Hülse     |
| Fortaleza EC     | Fortaleza          | Ceará               | 5e série B     | Castelão            |
| SE Gama          | Gama               | District fédéral    | 12e série B    | Bezerrão            |
| EC Juventude     | Caxias do Sul      | Rio Grande do Sul   | 18e en série A | Alfredo Jaconi      |
| Marília AC       | Marília            | São Paulo           | 6e en série B  | Bento de Abreu      |
| Paraná Clube     | Curitiba           | Paraná              | 19e en série A | Vila Capanema       |
| AA Ponte Preta   | Campinas           | São Paulo           | 11e en série B | Moisés Lucarelli    |
| EC Santo André   | Santo André        | São Paulo           | 14e en série B | Bruno José Daniel   |
| AD São Caetano   | São Caetano do Sul | São Paulo           | 10e en série B | Anacleto Campanella |
| Vila Nova FC     | Goiânia            | Goiás               | 3e en série C  | Serra Dourada       |

## Classement final
Le classement est établi sur le barème de points classique (victoire à 3 points, match nul à 1, défaite à 0).
| Rang | Équipe           | Pts | J  | G  | N  | P  | Bp | Bc | Diff |
| ---- | ---------------- | --- | -- | -- | -- | -- | -- | -- | ---- |
| 1    | Corinthians      | 85  | 38 | 25 | 10 | 3  | 79 | 29 | +50  |
| 2    | Santo André      | 68  | 38 | 19 | 11 | 8  | 71 | 45 | +26  |
| 3    | Avaí             | 67  | 38 | 18 | 13 | 7  | 71 | 40 | +31  |
| 4    | Barueri          | 63  | 38 | 20 | 3  | 15 | 58 | 55 | +3   |
| 5    | Ponte Preta      | 58  | 38 | 17 | 7  | 14 | 54 | 46 | +8   |
| 6    | Vila Nova        | 58  | 38 | 17 | 7  | 14 | 57 | 55 | +2   |
| 7    | Bragantino       | 57  | 38 | 16 | 9  | 13 | 47 | 41 | +6   |
| 8    | Juventude        | 56  | 38 | 16 | 8  | 14 | 51 | 48 | +3   |
| 9    | São Caetano      | 54  | 38 | 14 | 12 | 12 | 61 | 55 | +6   |
| 10   | Bahia            | 52  | 38 | 14 | 10 | 14 | 47 | 65 | -18  |
| 11   | Paraná           | 49  | 38 | 14 | 7  | 17 | 49 | 54 | -5   |
| 12   | Ceará            | 49  | 38 | 12 | 13 | 12 | 52 | 50 | +2   |
| 13   | ABC              | 48  | 38 | 12 | 12 | 14 | 55 | 57 | -2   |
| 14   | Brasiliense      | 47  | 38 | 13 | 8  | 17 | 56 | 64 | -8   |
| 15   | América de Natal | 46  | 38 | 12 | 10 | 16 | 46 | 51 | -5   |
| 16   | Fortaleza        | 45  | 38 | 12 | 9  | 17 | 56 | 56 | 0    |
| 17   | Marília          | 45  | 38 | 11 | 12 | 15 | 47 | 60 | -13  |
| 18   | Criciúma         | 41  | 38 | 11 | 8  | 19 | 40 | 54 | -14  |
| 19   | Gama             | 35  | 38 | 9  | 8  | 21 | 37 | 72 | -35  |
| 20   | CRB              | 24  | 38 | 5  | 9  | 24 | 35 | 72 | -37  |

| Légende : Promotions et relégations | Légende : Promotions et relégations |
| ----------------------------------- | ----------------------------------- |
|                                     | Promotion en Série A                |
|                                     | Relégation en Série C               |

## Résultats
|             | ABC      | AME      | AVA      | BAH      | BAR      | BRG      | BSL      | CEA      | COR      | CRB      | CRI      | FOR      | GAM      | JUV      | MAR      | PAR      | PPR      | SAD      | CAE      | VIL      |
| ----------- | -------- | -------- | -------- | -------- | -------- | -------- | -------- | -------- | -------- | -------- | -------- | -------- | -------- | -------- | -------- | -------- | -------- | -------- | -------- | -------- |
| ABC         | —        | 0-0(J11) | 1-1(J21) | 5-1(J29) | 3-0(J34) | 0-0(J13) | 2-2(J14) | 3-1(J09) | 0-1(J03) | 1-0(J19) | 0-0(J06) | 1-4(J27) | 4-1(J23) | 1-1(J05) | 1-1(J36) | 1-0(J26) | 1-1(J37) | 1-3(J16) | 2-1(J31) | 3-2(J01) |
| América     | 3-2(J30) | —        | 1-5(J07) | 0-1(J02) | 3-1(J18) | 0-0(J35) | 3-4(J22) | 0-0(J25) | 2-0(J38) | 0-0(J33) | 1-0(J20) | 1-1(J10) | 2-0(J15) | 2-0(J28) | 3-0(J12) | 3-2(J08) | 2-1(J04) | 2-1(J32) | 1-1(J17) | 5-1(J24) |
| Avaí        | 0-0(J02) | 1-1(J26) | —        | 4-1(J28) | 3-0(J22) | 3-1(J17) | 1-0(J35) | 2-1(J08) | 1-1(J18) | 5-1(J15) | 3-0(J30) | 2-1(J24) | 2-0(J12) | 1-0(J10) | 3-1(J32) | 3-1(J20) | 2-1(J33) | 1-1(J04) | 2-2(J38) | 4-1(J06) |
| Bahia       | 1-1(J10) | 3-0(J21) | 2-1(J09) | —        | 0-1(J04) | 2-2(J14) | 1-0(J34) | 1-1(J26) | 0-3(J31) | 2-0(J36) | 2-0(J24) | 1-1(J01) | 2-2(J19) | 1-0(J27) | 2-1(J37) | 0-0(J06) | 2-1(J16) | 1-4(J22) | 1-1(J13) | 3-2(J30) |
| Barueri     | 3-2(J15) | 3-0(J37) | 2-2(J03) | 3-2(J23) | —        | 2-1(J09) | 3-1(J27) | 4-3(J12) | 1-4(J05) | 1-0(J26) | 1-0(J33) | 1-0(J36) | 2-0(J01) | 4-0(J19) | 1-0(J21) | 1-2(J32) | 1-0(J30) | 1-5(J06) | 1-2(J29) | 0-1(J16) |
| Bragantino  | 1-1(J32) | 1-0(J16) | 3-2(J36) | 4-0(J33) | 0-2(J28) | —        | 2-1(J10) | 1-1(J15) | 1-1(J08) | 3-2(J05) | 0-2(J12) | 0-1(J37) | 4-0(J30) | 0-1(J03) | 1-0(J26) | 3-0(J23) | 2-0(J21) | 1-0(J01) | 2-1(J25) | 2-1(J19) |
| Brasiliense | 1-0(J33) | 1-0(J03) | 0-1(J16) | 2-3(J15) | 0-1(J08) | 3-1(J29) | —        | 3-1(J23) | 1-1(J25) | 6-3(J30) | 2-1(J32) | 0-0(J19) | 3-2(J26) | 2-2(J36) | 2-2(J01) | 1-2(J12) | 2-0(J09) | 1-1(J21) | 2-2(J05) | 2-1(J37) |
| Ceará       | 3-1(J28) | 2-0(J06) | 0-0(J27) | 2-2(J07) | 1-0(J31) | 0-0(J34) | 3-0(J04) | —        | 2-2(J13) | 1-0(J16) | 3-1(J11) | 1-0(J10) | 1-0(J37) | 2-1(J01) | 3-2(J19) | 1-1(J24) | 2-0(J22) | 2-3(J36) | 1-0(J14) | 1-2(J21) |
| Corinthians | 4-0(J22) | 2-0(J19) | 3-2(J37) | 0-1(J12) | 1-0(J24) | 2-0(J27) | 4-1(J06) | 2-0(J32) | —        | 3-2(J01) | 0-0(J15) | 2-0(J04) | 5-0(J21) | 2-0(J16) | 5-0(J10) | 2-1(J33) | 3-0(J26) | 2-2(J30) | 1-0(J09) | 3-1(J36) |
| CRB         | 1-3(J38) | 1-1(J14) | 1-1(J34) | 1-2(J17) | 1-2(J07) | 0-2(J24) | 2-1(J11) | 1-0(J35) | 1-2(J20) | —        | 1-0(J04) | 0-3(J13) | 2-2(J25) | 0-2(J31) | 2-2(J08) | 3-0(J18) | 0-2(J10) | 0-0(J28) | 1-1(J02) | 1-2(J22) |
| Criciúma    | 2-0(J25) | 1-0(J01) | 1-1(J11) | 1-2(J05) | 2-2(J14) | 1-0(J31) | 3-1(J13) | 2-0(J29) | 0-2(J34) | 3-0(J23) | —        | 2-1(J07) | 2-0(J36) | 0-1(J21) | 3-2(J16) | 0-3(J09) | 0-3(J19) | 4-4(J37) | 2-1(J03) | 1-1(J27) |
| Fortaleza   | 2-3(J08) | 2-1(J29) | 2-2(J05) | 5-1(J20) | 2-1(J17) | 1-2(J18) | 3-0(J38) | 2-2(J30) | 1-3(J23) | 2-2(J32) | 2-1(J26) | —        | 5-1(J03) | 0-0(J25) | 0-1(J33) | 4-1(J02) | 0-3(J12) | 2-0(J15) | 1-0(J35) | 1-2(J09) |
| Gama        | 0-2(J04) | 2-2(J34) | 0-3(J31) | 0-0(J38) | 0-2(J20) | 0-1(J11) | 1-0(J07) | 1-0(J18) | 1-3(J02) | 1-0(J06) | 2-0(J17) | 2-0(J22) | —        | 2-0(J13) | 2-1(J28) | 1-2(J35) | 1-1(J24) | 0-4(J10) | 1-2(J27) | 2-2(J14) |
| Juventude   | 3-0(J24) | 1-0(J09) | 1-0(J29) | 4-1(J08) | 3-2(J38) | 2-3(J22) | 2-0(J17) | 0-0(J20) | 1-2(J35) | 4-0(J12) | 1-0(J02) | 1-1(J06) | 3-2(J32) | —        | 2-0(J04) | 1-1(J30) | 1-1(J15) | 2-1(J33) | 3-4(J18) | 4-3(J26) |
| Marília     | 2-1(J17) | 2-1(J31) | 1-1(J13) | 3-1(J18) | 2-2(J02) | 1-1(J07) | 0-2(J20) | 2-1(J38) | 1-1(J29) | 0-0(J27) | 3-3(J35) | 4-2(J14) | 2-2(J09) | 1-0(J23) | —        | 0-0(J03) | 3-1(J06) | 2-0(J24) | 2-1(J11) | 1-0(J34) |
| Paraná      | 1-0(J07) | 2-1(J27) | 0-1(J01) | 3-0(J25) | 1-0(J13) | 2-2(J04) | 1-3(J31) | 2-2(J05) | 0-2(J14) | 4-0(J37) | 3-1(J28) | 3-1(J21) | 1-2(J16) | 1-2(J11) | 1-0(J22) | —        | 1-0(J36) | 0-1(J19) | 2-3(J34) | 0-0(J10) |
| Ponte Preta | 1-2(J18) | 2-0(J23) | 3-2(J14) | 1-0(J35) | 3-0(J11) | 1-0(J02) | 2-2(J28) | 3-2(J03) | 1-1(J07) | 1-0(J29) | 3-1(J38) | 2-2(J31) | 1-2(J05) | 1-0(J34) | 2-0(J25) | 3-1(J17) | —        | 2-1(J08) | 1-1(J20) | 2-0(J13) |
| Santo André | 4-2(J35) | 1-1(J13) | 1-0(J23) | 2-0(J03) | 2-1(J25) | 1-0(J20) | 1-3(J02) | 3-2(J17) | 1-1(J11) | 3-1(J09) | 1-0(J18) | 3-0(J34) | 2-0(J29) | 4-0(J14) | 2-2(J05) | 3-1(J38) | 1-3(J27) | —        | 0-0(J07) | 2-1(J31) |
| São Caetano | 0-4(J12) | 1-2(J36) | 3-3(J19) | 3-1(J32) | 1-3(J10) | 2-0(J06) | 4-1(J24) | 2-2(J33) | 2-2(J28) | 2-3(J21) | 0-0(J22) | 3-1(J16) | 3-1(J08) | 2-1(J37) | 1-0(J30) | 3-1(J15) | 3-0(J01) | 1-1(J26) | —        | 1-0(J04) |
| Vila Nova   | 3-1(J20) | 3-2(J05) | 1-0(J25) | 1-1(J11) | 2-3(J35) | 2-0(J38) | 2-0(J18) | 1-0(J02) | 2-1(J17) | 2-1(J03) | 2-0(J08) | 1-0(J28) | 1-1(J33) | 1-1(J07) | 4-0(J15) | 0-2(J29) | 2-1(J32) | 2-2(J12) | 2-1(J23) | —        |

Couleurs:
|  | Victoire à domicile    |
|  | Match nul              |
|  | Victoire à l'extérieur |

## Meilleurs buteurs
| #  | Joueur          | Équipe      | Buts |
| -- | --------------- | ----------- | ---- |
| 1  | Túlio Maravilha | Vila Nova   | 24   |
| 2  | Nunes           | Bragantino  | 15   |
| 3  | Dentinho        | Corinthians | 14   |
| 3  | Herrera         | Corinthians | 14   |
| 3  | Márcio Mixirica | Santo André | 14   |
| 6  | Pedrão          | Barueri     | 13   |
| 7  | Luiz Carlos     | Ceará       | 12   |
| 7  | Tuta            | São Caetano | 12   |
| 7  | Jéferson        | Santo André | 12   |
| 10 | Mendes          | Juventude   | 11   |